# Hegningarhúsið
Hegningarhúsið es la prisión más antigua de Islandia, fundada en 1874, su arquitectura antigua y la construcción básica hacen que la cárcel no sea apta para el uso actual penal, siendo el único lugar para los presos que quieran salir a afuera de su celda un pequeño patio trasero. Hegningarhúsið puede albergar a un total de 16 reclusos. Se utiliza por lo general como un punto de entrada en el sistema penal de Islandia. Los reclusos reciben un chequeo médico y una entrevista antes de ser enviados a otra parte para cumplir sus sentencias. Los presos con condenas muy cortas a veces son enviados a Hegningarhúsið.